# Wypad na Wawrzyszew
Wypad na Wawrzyszew – starcie zbrojne podczas obrony Warszawy w trakcie kampanii wrześniowej 1939 roku.
Po odparciu szturmu niemieckiej 4 Dywizji Pancernej w dniach 8–9 września 1939 roku, Dowództwo Obrony Warszawy postanowiło przejść do aktywnej obrony. Wieczorem 10 września oddział wypadowy pod dowództwem kpt. Witolda Chotkowskiego wyruszył z Marymontu w kierunku Wawrzyszewa. Jego celem było rozpoznanie niemieckich pozycji między Puszczą Kampinoską a szosą Warszawa – Błonie, a także zabezpieczenie drogi do Palmir. W rejonie cmentarza Wawrzyszewskiego polskie 7TP rozbiły niemiecki pluton pancerny. W starciu poległ jednak kpt. Chotkowski. Niedługo później niespodziewane pojawienie się niemieckich posiłków spowodowało wybuch paniki w polskich szeregach, co wymusiło przerwanie wypadu.

## Preludium
8 września 1939 roku do zachodnich przedmieść Warszawy podeszła niemiecka 4 Dywizja Pancerna z XVI Korpusu Armijnego. Próba zajęcia polskiej stolicy z marszu, podjęta jeszcze tego samego popołudnia, a następnie ponowiona 9 września siłami całej dywizji, przyniosła Niemcom dotkliwą porażkę. W dwudniowych walkach na Ochocie i Woli 4 DPanc. mogła stracić nawet połowę posiadanych czołgów. Jej straty w ludziach sięgnęły prawdopodobnie kilkuset zabitych i rannych.
Po 9 września Niemcy chwilowo zrezygnowali z prób zdobycia Warszawy bezpośrednim szturmem. Przyczyną była zarówno porażka poniesiona przez 4 DPanc, jak i rozpoczęcie polskiego kontruderzenia nad Bzurą.
Odparcie szturmu 4 DPanc. wpłynęło pozytywnie na nastroje polskich żołnierzy i mieszkańców stolicy. Pułkownik Marian Porwit, który objął dowództwo odcinka „Warszawa-Zachód”, za zgodą dowódcy obrony Warszawy gen. Waleriana Czumy postanowił przejść do obrony aktywnej. Rozkazał intensywnie patrolować przedpole i wysunąć silne czaty na linię Siekierki–Czerniaków–Królikarnia–Wyględów–Rakowiec–Szczęśliwice–Czyste.
Jednocześnie zapadła decyzja o przeprowadzeniu wypadów na dalsze przedpole. Już w nocy z 9 na 10 września oddział wydzielony III/26 pp zaatakował niemieckie placówki w okolicach Rakowca.

## Przebieg boju
Płk Porwit otrzymał meldunek, że Niemcy pojawili się w rejonie wsi Gać. Pod wpływem tej informacji rozkazał przeprowadzić rekonesans na obszarze między Puszczą Kampinoską a szosą Warszawa – Błonie (do linii Błonie – Roztoka). Zakładał, że uda się dzięki temu rozpoznać pozycje przeciwnika, a w szczególności zlokalizować położenie północnego skrzydła wojsk niemieckich, które blokowały Warszawę od zachodu. Oddział wypadowy miał ponadto zabezpieczyć drogę do składnicy w Palmirach, skąd sprowadzano do Warszawy amunicję artyleryjską.
Wypad przeprowadzono w nocy z 10 na 11 września. Dowództwo nad kombinowanym oddziałem zwiadowczym otrzymał kpt. Str. Gran. Witold Chotkowski. W skład oddziału weszły: kompania kolarzy 360 pp, kompania czołgów lekkich 7TP pod dowództwem rtm. Stanisława Grąbczewskiego (15 czołgów), 13. kompania ppanc. i pluton ckm-ów.

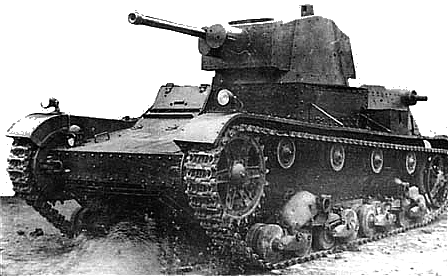
Polski czołg lekki 7TP. Maszyny tego typu zostały wykorzystane podczas wypadu

Oddział wypadowy wyruszył z Marymontu w kierunku Wawrzyszewa. W szpicy znajdowały się czołgi 7TP. W nocnych ciemnościach, w rejonie cmentarza Wawrzyszewskiego, polscy czołgiści natknęli się na nieubezpieczony pluton należący do 36. pułku czołgów z 4 DPanc. Niemcy początkowo nie otworzyli ognia, przekonani, że mają do czynienia z własnymi maszynami. Wykorzystując efekt zaskoczenia, polskie 7TP ostrzelały Niemców z najbliższej odległości. Unieszkodliwiono trzy czołgi PzKpfw I, zniszczono trzy samochody ciężarowe oraz zabito lub wzięto do niewoli kilkunastu niemieckich żołnierzy. Udało się także uwolnić kilkudziesięciu polskich jeńców. Tylko jeden niemiecki czołg zdołał uciec z miejsca potyczki. Poległ jednak kpt. Chotkowski, którego niemieckie kule dosięgły, gdy wysunął się na pierwszą linię, usiłując zorientować się w sytuacji.
Dowództwo nad oddziałem wypadowym przejął rtm. Grąbczewski. Po uporządkowaniu szyku, Polacy kontynuowali rekonesans w kierunku Gaci i Placówki. Wysunięte ubezpieczenie zostało stamtąd ostrzelane ogniem broni maszynowej. Niedługo później w szyk polskiego ugrupowania niespodziewanie wjechały niemieckie czołgi. Była to zapewne reszta kompanii czołgów z 36. pcz., wysłana na odsiecz rozbitemu pod cmentarzem plutonowi. Nieoczekiwane pojawienie się nieprzyjacielskich czołgów wywołało chaos i panikę w polskich szeregach. 7TP rzuciły się do ucieczki w kierunku Marymontu.
Rtm. Grąbczewski pognał na motocyklu w ślad za czołgami, usiłując przywrócić porządek w oddziale. Na placu boju pozostał por. Str. Gran. Stanisław Stopa – oficer sztabu DOW, który wcześniej na ochotnika dołączył do oddziału wypadowego. Ogniem pojedynczej armaty ppanc. 37 mm skutecznie osłonił odwrót. Niemcy również wycofali się.
Około północy rtm. Grąbczewski nawiązał łączność telefoniczną z gen. Czumą. Nie chcąc ryzykować utraty cennych czołgów, dowódca obrony Warszawy zarządził odwrót do miasta. Rozproszony pluton 7TP pod dowództwem por. Roberta Kraskowskiego został ostrzelany przez obsadę niezidentyfikowanego niemieckiego stanowiska, jednakże zdołał bez strat powrócić do własnych linii. Drugi pluton zdołał nawet odholować do Warszawy uszkodzone PzKpfw I, aczkolwiek za cenę odparzenia rolek bieżnych w trzech polskich czołgach. Udało się także ewakuować z placu boju dwa uszkodzone 7TP.

## Epilog
W nocy z 10 na 11 września 4 DPanc. została wycofana do Piastowa. Na pozycjach pod Warszawą zluzowała ją 31 DP.
Droga do Palmir pozostała w polskich rękach aż do godzin porannych 11 września.